# Suganthan Somasundaram

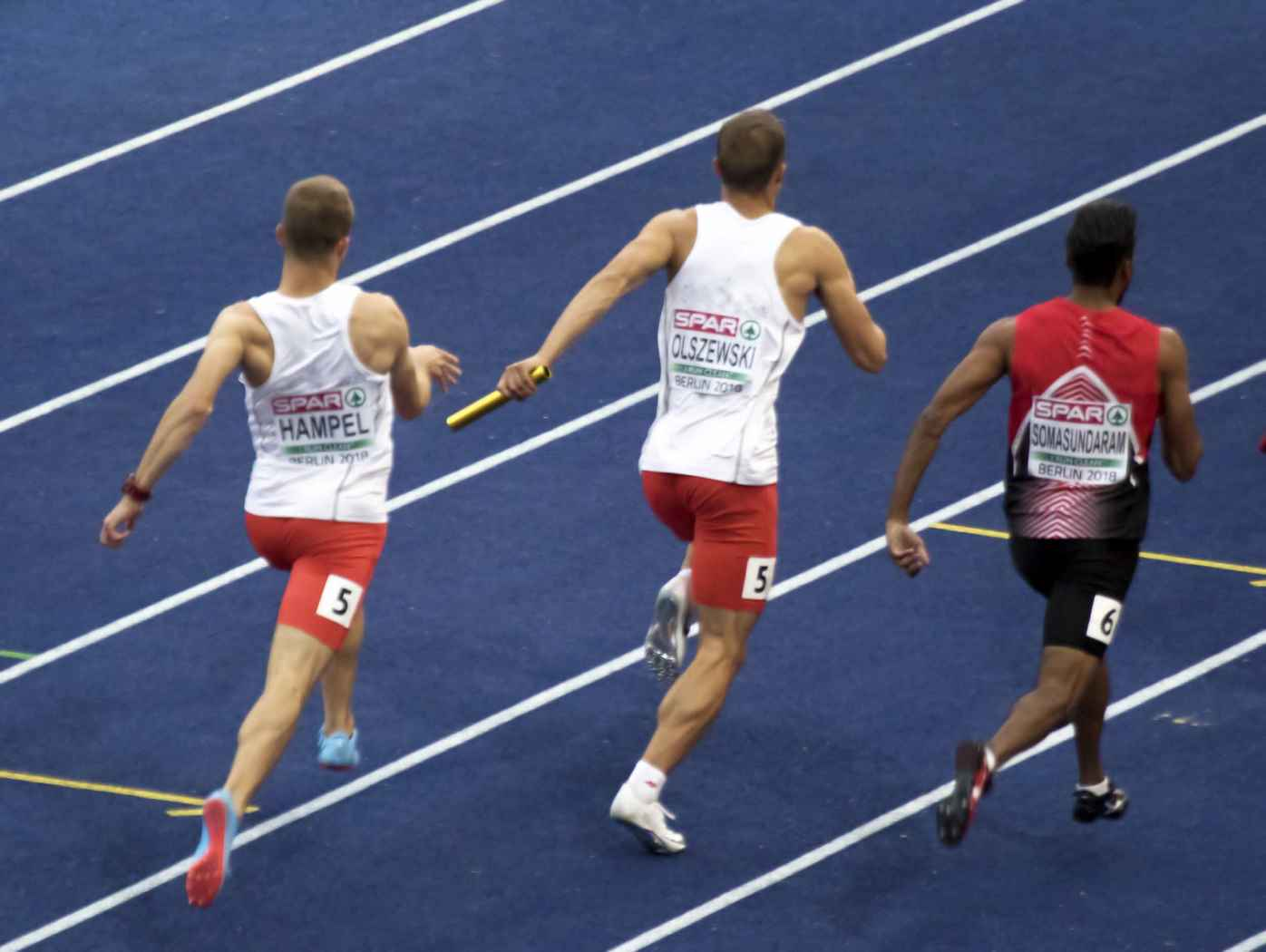

Suganthan Somasundaram, né le 11 février 1992, est un athlète suisse, spécialiste du sprint.

## Parcours
Son meilleur temps est de 10,66 s obtenu à Lausanne en 2013, qu'il porte à 10,51 s le 21 juillet 2014 à Frauenfeld. 
Somasundaran est détenteur du record de Suisse du relais 4 × 100 m avec un temps 38 s 54, obtenu le 16 août 2014 à Zurich lors des championnats d'Europe, avec ses coéquipiers Alex Wilson, Pascal Mancini et Reto Schenkel. Le lendemain, le relais suisse termine quatrième de la finale avec un temps de 38 s 56.
Son club est le LC Zürich.